# Grottentempel Seokguram und Tempel Bulguksa
Grottentempel Seokguram und Tempel Bulguksa ist eine von der UNESCO gelistete Stätte des Weltkulturerbes in dem ostasiatischen Staat Südkorea. Die Welterbestätte umfasst den Bulguksa-Tempel in der Nähe der Stadt Gyeongju in der Provinz Gyeongsangbuk-do im Südosten Südkoreas und die in der Nähe dieses Tempels auf einem Berg liegende Seokguram-Grotte.

## Eintragung
Grottentempel Seokguram und Tempel Bulguksa wurde 1995 aufgrund eines Beschlusses der 19. Sitzung des Welterbekomitees in die Liste des UNESCO-Welterbes eingetragen. Damit gehört es mit dem Haeinsa-Tempel und dem Jongmyo-Schrein zu den ersten Weltkulturerbestätten in Südkorea, das 1988 der Welterbekonvention beigetreten war.
In der Begründung für die Eintragung heißt es unter anderem:

„Der Komplex, den [die Seokguram-Grotte] mit dem Bulguksa-Tempel bildet, ist ein hervorragendes Beispiel für die religiöse Architektur der Region und für den materiellen Ausdruck des buddhistischen Glaubens.“

Die Eintragung erfolgte aufgrund der Kriterien (i) und (iv).

„(i): .

(iv): Die Seokguram-Grotte mit ihrer künstlichen Höhle und Steinskulpturen, und der zugeordnete Bulguksa-Tempel mit seiner Holzarchitektur und Steinterrassen sind herausragendes Beispiele der buddhistischen religiösen Architektur, die in Gyeongju, der Hauptstadt des Silla-Reiches im 8. Jahrhundert, blühte als materieller Ausdruck des buddhistischen Glaubens.“

Zur Zusammenfassung der Stätten zu einem Weltkulturerbe heißt es:

„Die Seokguram-Grotte stellt die Erleuchtung Buddhas dar, und der Bulguksa-Tempel stellt die buddhistische Utopie dar, die ihre Form in der irdischen Welt annimmt. Die beiden Standorte sind physisch, historisch und kulturell eng verbunden, und alle ihre Schlüsselkomponenten sind innerhalb der Grenzen der Stätte enthalten.“

## Die einzelnen Kulturstätten
Die beiden Kulturstätten liegen etwa 16 km südöstlich des Zentrums von Gyeongju, das im 1. Jahrtausend n. Chr. unter dem Namen Seorabol Hauptstadt des alten Königreichs Silla und später des Vereinigten Silla war.

### Tempelanlage Bulguksa

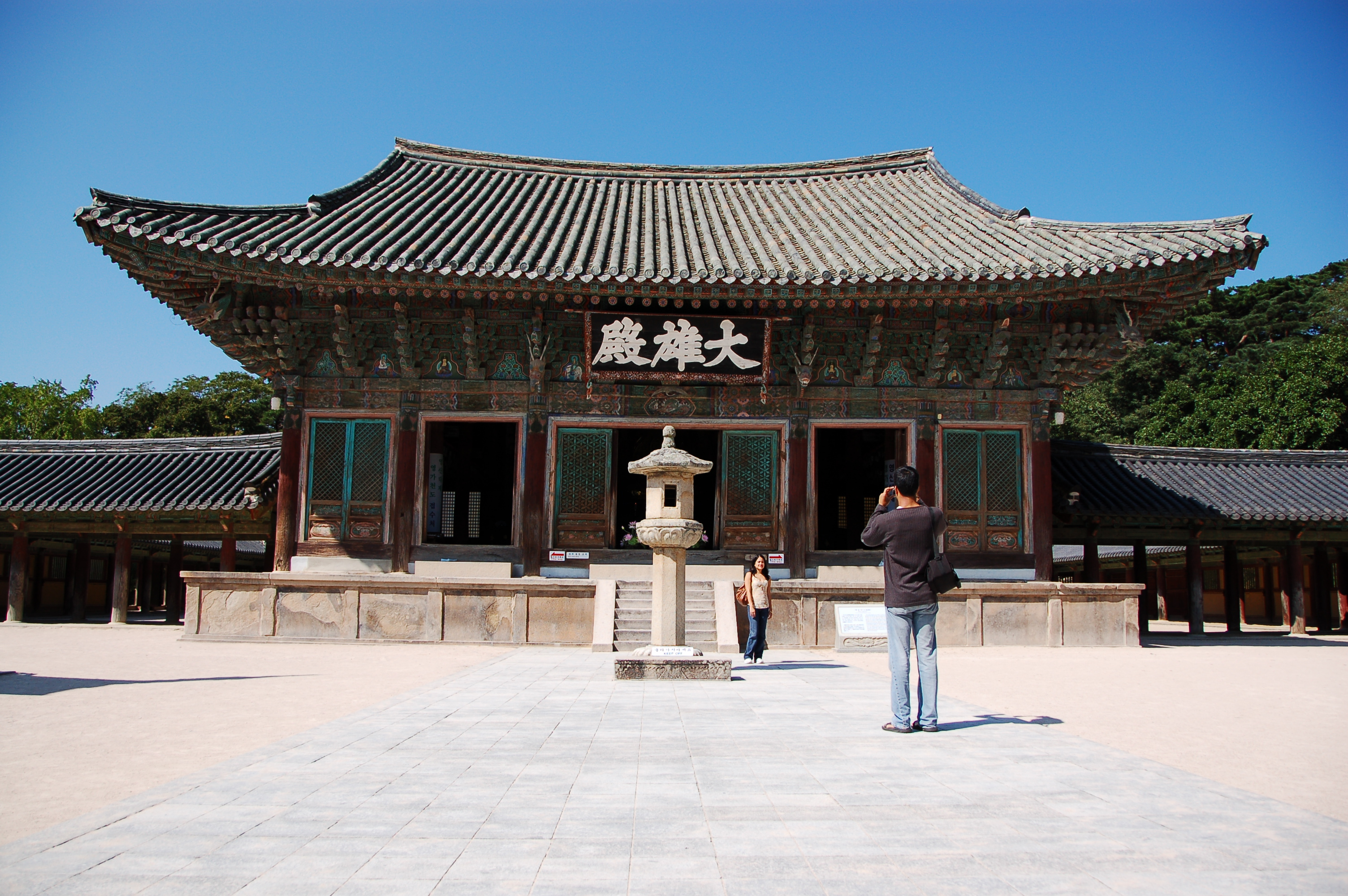
Daeungjeon-Halle in Bulguksa

Der Bulguksa-Tempel (Lage) liegt am westlichen Fuß des Berges Tohamsan. Er wurde im Jahre 774 fertiggestellt und umfasst eine Serie von hölzernen Gebäuden, die auf erhöhten Steinterrassen errichtet sind. Die Holzgebäude wurden nach einem Brand während des Imjin-Kriegs (1592–1598) ab 1604 neu errichtet.
Eine zweiteilige Treppenanlage führt zu dem „Tor des purpurfarbenen Nebels“ (Jahamun), hinter dem de großen Tempelhof liegt. In dessen Mitte steht die „Halle der großen Erleuchtung“ (Daeungjeon), an seiner Rückseite die „Halle ohne Worte“ (Museol-Jeon). Zwischen dem Jahamun-Tor und der Daeungjeon-Halle stehen zwei Steinpagoden.
Die beiden Treppen, die beiden Pagoden, zwei vergoldete Buddhastatuen und ein Reliquienbehälter gehören zu den Nationalschätzen Südkoreas.

### Grottentempel Seokguram

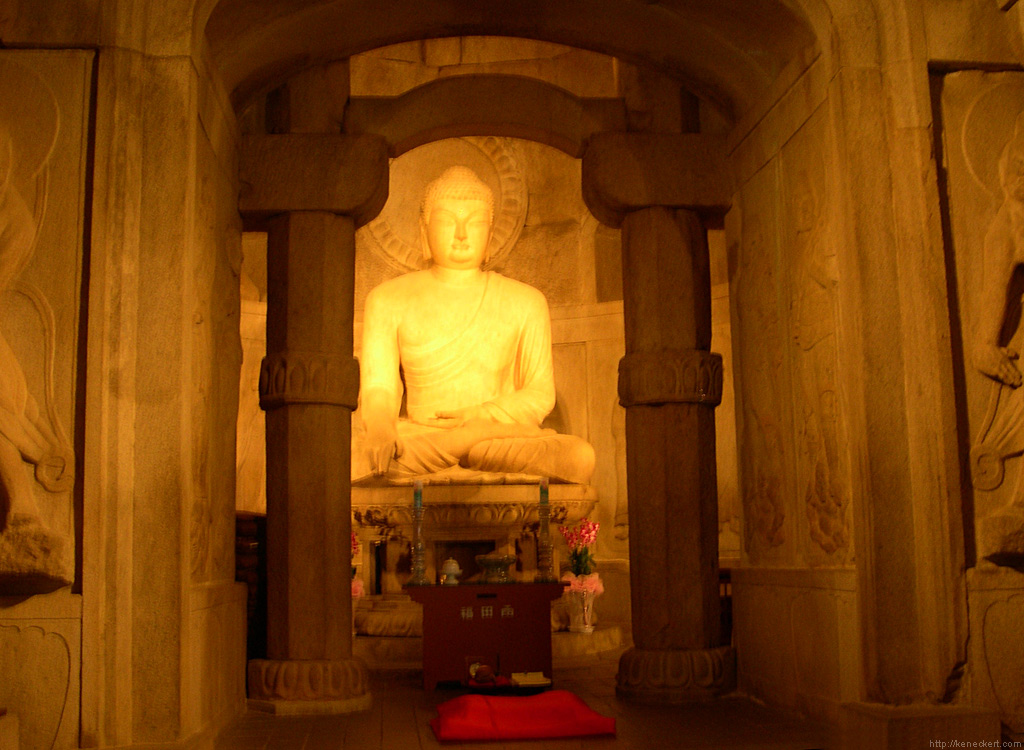
Buddhastatue im Inneren der Seokguram-Grotte

Die Seokguram-Grotte (Lage) liegt auf einer Höhe von etwa 745 m über dem Meeresspiegel nahe dem Gipfel des Berges Tohamsan südöstlich von diesem etwa 2 km von dem Bulguksa-Tempel entfernt. Die künstliche Grotte wurde um eine ursprünglich frei stehende Buddhastatue herum errichtet. Der Bau aus exakt behauenen Granitblöcken wurde 751 begonnen und 774 fertiggestellt.
Die Grotte besteht aus drei Kammern. Die runde Hauptkammer mit Kuppel hat einen Durchmesser zwischen 6,58 m und 6,84 m. Hier befindet sich die 3,45 m hohe Statue des auf einem Lotosthron sitzende Buddha.
Auch die Seokguram-Grotte gehört zu den Nationalschätzen Südkoreas.